# Bogatell (metropolitana di Barcellona)
Bogatell è una stazione della metropolitana di Barcellona situata sotto la strada Carrer de Pujades, nel distretto di Sant Martí. Vi si può accedere sia dalla stessa Carrer de Pujades che dalla Carrer Pere IV.
Sorge sul percorso della Linea 4, collocata tra le fermate Ciutadella-Vila Olímpica e Llacuna.
La stazione fu inaugurata nel 1977, quando all'epoca apparteneva alla Linea IV e si chiamava Pedro IV. Nel 1982, con la riorganizzazione delle linee, divenne una stazione della L4 e cambiò denominazione nell'attuale Bogatell.
Nelle vicinanze è anche presente una stazione dedicata al bicing, locale servizio di bike sharing.